# 图卢兹堡
图卢兹堡（法語：Toulouse-le-Château，法語發音：[tuluz lə ʃato]）是法国汝拉省的一个市镇，位于该省西部偏北，属于隆斯勒索涅区。

## 地理
图卢兹堡（46°49'23"N, 5°35'13"E）面积4.16 平方千米，位于法国勃艮第-弗朗什-孔泰大區汝拉省，该省份为法国东部内陆省份，北起上索恩省，西北接科多尔省，西临索恩-卢瓦尔省，南至安省，东与杜省和瑞士接壤。
与图卢兹堡接壤的市镇（或旧市镇、城区）包括：莫奈、达尔博奈、芒特里、圣拉曼、塞利耶尔。

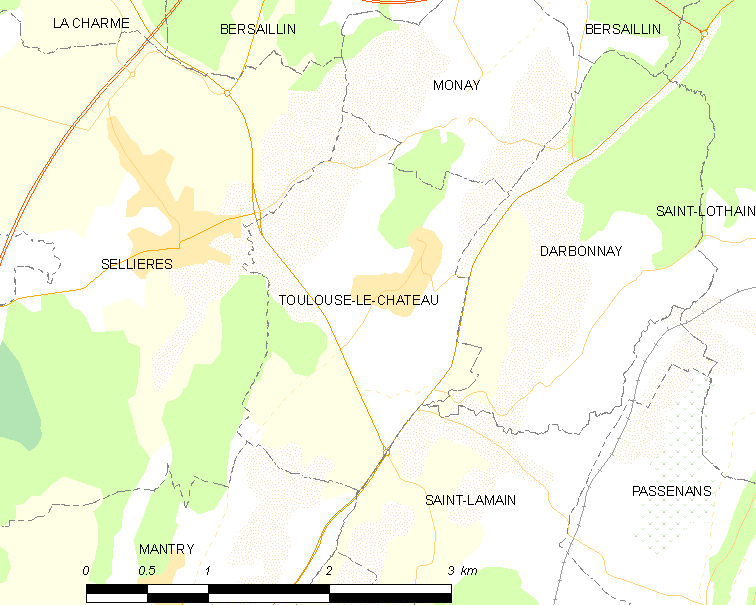
图卢兹堡的OSM定位图

图卢兹堡的时区为UTC+01:00、UTC+02:00（夏令时）。

## 行政
图卢兹堡的邮政编码为39230，INSEE市镇编码为39533。

## 政治
图卢兹堡所属的省级选区为布莱特朗县。

## 人口

1962-2008年间图卢兹堡人口变化图示

图卢兹堡于2022年1月1日时的人口数量为209人。